# Mughalsarai Railway Settlement
Mughalsarai Railway Settlement è una suddivisione dell'India, classificata come nagar panchayat, di 27.860 abitanti, situata nel distretto di Chandauli, nello stato federato dell'Uttar Pradesh.